# Molophilus tenuissimus
Molophilus tenuissimus är en tvåvingeart som beskrevs av Alexander 1923. Molophilus tenuissimus ingår i släktet Molophilus och familjen småharkrankar. Inga underarter finns listade i Catalogue of Life.